# Női egyéni műkorcsolya az 1976. évi téli olimpiai játékokon
Az 1976. évi téli olimpiai játékokon a műkorcsolya női egyéni versenyszámát február 10. és 13. között rendezték Innsbruckban. Az aranyérmet az amerikai Dorothy Hamill nyerte. A versenyszámban nem vett részt magyar versenyző.

## Eredmények
Kilenc bíró pontozta a versenyzőket. A pontok alapján a bírók mindegyikénél külön-külön kialakult egy sorrend, az egyes szakaszokban (kötelező elemek, rövid program, kűr) és az összesítésnél is, ez egy helyezési pontszámot is jelentett. Az egyes szakaszok, valamint az összesítés eredménye a következő kritériumok alapján alakult ki:
1. „Többségi helyezések száma”. Az a versenyző végzett előrébb, akit a bírók többsége előrébb rangsorolt. A bírók többsége azt jelentette, hogy a legjobb 5 helyezést adó bíró helyezési pontszámait vették figyelembe, de ha az 5. bíró helyezésével még volt azonos helyezés, akkor az(oka)t is figyelembe vették. Ezt az adatot tartalmazza az oszlop. (Pl. a „6×3+” azt jelenti, hogy a versenyző 6 bírónál az első 3 hely valamelyikén végzett.)
2. „Többségi helyezések összege” (a figyelembe vett bírók helyezési pontszámainak összege)
3. „Helyezések összege” (az összes bíró helyezési pontszámainak összege)
4. „Pont” (az összes bíró által adott összpontszám).

### Kötelező elemek
A kötelező programot február 10-én rendezték. A pontszám a bírók által adott pontok 40%-a.
| Hely. | Versenyző                 | Nemzet                 | Többségi helyezések száma | Többségi helyezések összege | Helyezések összege | Pont  |
| ----- | ------------------------- | ---------------------- | ------------------------- | --------------------------- | ------------------ | ----- |
| 1.    | Isabel Duval de Navarre   | NSZK (FRG)             | 6×1+                      | 6,0                         | 17,0               | 46,40 |
| 2.    | Dorothy Hamill            | Egyesült Államok (USA) | 6×2+                      | 10,0                        | 18,5               | 46,24 |
| 3.    | Dianne de Leeuw           | Hollandia (NED)        | 8×3+                      | 19,5                        | 24,5               | 45,64 |
| 4.    | Anett Pötzsch             | NDK (GDR)              | 5×4+                      | 16,0                        | 35,5               | 44,48 |
| 5.    | Christine Errath          | NDK (GDR)              | 5×4+                      | 20,0                        | 39,5               | 44,16 |
| 6.    | Wendy Burge               | Egyesült Államok (USA) | 6×6+                      | 36,0                        | 58,0               | 41,36 |
| 7.    | Dagmar Lurz               | NSZK (FRG)             | 6×8+                      | 44,0                        | 71,5               | 40,24 |
| 8.    | Susanna Driano            | Olaszország (ITA)      | 6×8+                      | 44,5                        | 72,0               | 40,36 |
| 9.    | Linda Fratianne           | Egyesült Államok (USA) | 8×10+                     | 67,5                        | 78,0               | 40,00 |
| 10.   | Lynn Nightingale          | Kanada (CAN)           | 7×10+                     | 61,5                        | 83,0               | 39,84 |
| 11.   | Vatanabe Emi              | Japán (JPN)            | 8×12+                     | 90,5                        | 106,5              | 38,16 |
| 12.   | Marion Weber              | NDK (GDR)              | 7×12+                     | 80,0                        | 109,0              | 38,12 |
| 13.   | Kim Alletson              | Kanada (CAN)           | 5×14+                     | 65,0                        | 127,0              | 37,12 |
| 14.   | Jun Hjodzsin              | Dél-Korea (KOR)        | 6×15+                     | 80,5                        | 131,5              | 36,64 |
| 15.   | Claudia Kristofics-Binder | Ausztria (AUT)         | 7×16+                     | 104,5                       | 138,5              | 36,32 |
| 16.   | Danielle Rieder           | Svájc (SUI)            | 5×16+                     | 70,0                        | 142,0              | 36,28 |
| 17.   | Karena Richardson         | Nagy-Britannia (GBR)   | 5×17+                     | 76,5                        | 148,5              | 35,92 |
| 18.   | Jelena Vodorezova         | Szovjetunió (URS)      | 7×18+                     | 112,0                       | 151,5              | 35,72 |
| 19.   | Eva Ďurišinová            | Csehszlovákia (TCH)    | 6×19+                     | 103,0                       | 164,0              | 34,80 |
| 20.   | Grażyna Dudek             | Lengyelország (POL)    | 9×20+                     | 176,5                       | 176,5              | 34,48 |
| 21.   | Sharon Burley             | Ausztrália (AUS)       | 9×21+                     | 186,5                       | 186,5              | 32,76 |

### Rövid program
A rövid programot február 11-én rendezték. A pontszám a bírók által adott pontok 40%-a.
| Hely. | Versenyző                 | Nemzet                 | Többségi helyezések száma | Többségi helyezések összege | Helyezések összege | Pont  |
| ----- | ------------------------- | ---------------------- | ------------------------- | --------------------------- | ------------------ | ----- |
| 1.    | Dorothy Hamill            | Egyesült Államok (USA) | 8×1+                      | 8,0                         | 9,5                | 42,16 |
| 2.    | Christine Errath          | NDK (GDR)              | 7×3+                      | 15,0                        | 23,5               | 41,40 |
| 3.    | Anett Pötzsch             | NDK (GDR)              | 6×4+                      | 17,5                        | 36,0               | 41,04 |
| 4.    | Dianne de Leeuw           | Hollandia (NED)        | 6×4+                      | 19,0                        | 40,0               | 40,80 |
| 5.    | Lynn Nightingale          | Kanada (CAN)           | 6×6+                      | 27,0                        | 52,0               | 40,48 |
| 6.    | Linda Fratianne           | Egyesült Államok (USA) | 5×6+                      | 24,5                        | 55,5               | 40,36 |
| 7.    | Susanna Driano            | Olaszország (ITA)      | 6×7+                      | 40,0                        | 65,0               | 39,96 |
| 8.    | Wendy Burge               | Egyesült Államok (USA) | 6×8+                      | 36,5                        | 63,5               | 40,12 |
| 9.    | Marion Weber              | NDK (GDR)              | 6×10+                     | 50,5                        | 86,0               | 39,20 |
| 10.   | Dagmar Lurz               | NSZK (FRG)             | 6×10+                     | 52,5                        | 86,5               | 39,40 |
| 11.   | Isabel Duval de Navarre   | NSZK (FRG)             | 6×11+                     | 52,0                        | 89,5               | 39,32 |
| 12.   | Vatanabe Emi              | Japán (JPN)            | 5×12+                     | 57,0                        | 110,5              | 38,36 |
| 13.   | Jelena Vodorezova         | Szovjetunió (URS)      | 7×13+                     | 83,5                        | 111,5              | 38,36 |
| 14.   | Kim Alletson              | Kanada (CAN)           | 5×13+                     | 60,0                        | 117,0              | 38,12 |
| 15.   | Karena Richardson         | Nagy-Britannia (GBR)   | 5×15+                     | 74,0                        | 136,5              | 35,80 |
| 16.   | Jun Hjodzsin              | Dél-Korea (KOR)        | 6×17+                     | 97,5                        | 151,5              | 34,80 |
| 17.   | Eva Ďurišinová            | Csehszlovákia (TCH)    | 5×17+                     | 80,5                        | 152,5              | 34,92 |
| 18.   | Claudia Kristofics-Binder | Ausztria (AUT)         | 6×18+                     | 102,5                       | 160,5              | 34,16 |
| 19.   | Sharon Burley             | Ausztrália (AUS)       | 5×19+                     | 89,0                        | 168,5              | 33,40 |
| 20.   | Grażyna Dudek             | Lengyelország (POL)    | 9×20+                     | 174,5                       | 174,5              | 33,40 |
| –     | Danielle Rieder           | Svájc (SUI)            | nem indult                |                             |                    |       |

### Kűr
A kűrt február 13-án rendezték. A pontszám a bírók által adott pontok 100%-a.
| Hely. | Versenyző                 | Nemzet                 | Többségi helyezések száma | Többségi helyezések összege | Helyezések összege | Pont   |
| ----- | ------------------------- | ---------------------- | ------------------------- | --------------------------- | ------------------ | ------ |
| 1.    | Dorothy Hamill            | Egyesült Államok (USA) | 9×1+                      | 9,0                         | 9,0                | 105,40 |
| 2.    | Dianne de Leeuw           | Hollandia (NED)        | 7×2+                      | 14,0                        | 21,5               | 103,80 |
| 3.    | Christine Errath          | NDK (GDR)              | 5×3+                      | 13,0                        | 35,0               | 102,60 |
| 4.    | Anett Pötzsch             | NDK (GDR)              | 5×5+                      | 21,0                        | 48,5               | 101,90 |
| 5.    | Jelena Vodorezova         | Szovjetunió (URS)      | 5×6+                      | 23,5                        | 53,0               | 101,50 |
| 6.    | Linda Fratianne           | Egyesült Államok (USA) | 6×7+                      | 29,0                        | 54,5               | 101,50 |
| 7.    | Susanna Driano            | Olaszország (ITA)      | 6×7+                      | 33,5                        | 58,5               | 101,30 |
| 8.    | Lynn Nightingale          | Kanada (CAN)           | 6×7+                      | 35,0                        | 59,0               | 101,40 |
| 9.    | Wendy Burge               | Egyesült Államok (USA) | 8×9+                      | 59,0                        | 69,0               | 100,70 |
| 10.   | Marion Weber              | NDK (GDR)              | 7×11+                     | 70,0                        | 94,0               | 98,50  |
| 11.   | Dagmar Lurz               | NSZK (FRG)             | 7×11+                     | 72,5                        | 95,5               | 98,40  |
| 12.   | Isabel Duval de Navarre   | NSZK (FRG)             | 6×12+                     | 69,0                        | 109,5              | 96,70  |
| 13.   | Kim Alletson              | Kanada (CAN)           | 6×13+                     | 76,0                        | 118,5              | 96,40  |
| 14.   | Karena Richardson         | Nagy-Britannia (GBR)   | 5×14+                     | 68,5                        | 129,5              | 94,80  |
| 15.   | Vatanabe Emi              | Japán (JPN)            | 8×15+                     | 112,5                       | 128,0              | 95,20  |
| 16.   | Claudia Kristofics-Binder | Ausztria (AUT)         | 5×16+                     | 77,0                        | 145,5              | 92,40  |
| 17.   | Grażyna Dudek             | Lengyelország (POL)    | 6×17+                     | 99,5                        | 153,0              | 91,60  |
| 18.   | Eva Ďurišinová            | Csehszlovákia (TCH)    | 5×18+                     | 89,0                        | 165,0              | 88,50  |
| 19.   | Jun Hjodzsin              | Dél-Korea (KOR)        | 8×19+                     | 144,5                       | 164,0              | 88,20  |
| 20.   | Sharon Burley             | Ausztrália (AUS)       | 9×20+                     | 179,5                       | 179,5              | 83,10  |

### Végeredmény
| Helyezés | Versenyző                 | Nemzet                 | Helyezési pontszámok bírónként | Helyezési pontszámok bírónként | Helyezési pontszámok bírónként | Helyezési pontszámok bírónként | Helyezési pontszámok bírónként | Helyezési pontszámok bírónként | Helyezési pontszámok bírónként | Helyezési pontszámok bírónként | Helyezési pontszámok bírónként | Több. hely. száma | Több. hely. össz. | Hely. össz. | Pont   |
| Helyezés | Versenyző                 | Nemzet                 | 1                              | 2                              | 3                              | 4                              | 5                              | 6                              | 7                              | 8                              | 9                              | Több. hely. száma | Több. hely. össz. | Hely. össz. | Pont   |
| -------- | ------------------------- | ---------------------- | ------------------------------ | ------------------------------ | ------------------------------ | ------------------------------ | ------------------------------ | ------------------------------ | ------------------------------ | ------------------------------ | ------------------------------ | ----------------- | ----------------- | ----------- | ------ |
| Arany    | Dorothy Hamill            | Egyesült Államok (USA) | 1,0                            | 1,0                            | 1,0                            | 1,0                            | 1,0                            | 1,0                            | 1,0                            | 1,0                            | 1,0                            | 9×1+              | 9                 | 9           | 193,8  |
| Ezüst    | Dianne de Leeuw           | Hollandia (NED)        | 2,0                            | 2,0                            | 3,0                            | 2,0                            | 2,0                            | 3,0                            | 2,0                            | 2,0                            | 2,0                            | 7×2+              | 14                | 20          | 190,24 |
| Bronz    | Christine Errath          | NDK (GDR)              | 3,0                            | 3,0                            | 2,0                            | 3,0                            | 3,0                            | 4,0                            | 4,0                            | 3,0                            | 3,0                            | 7×3+              | 20                | 28          | 188,16 |
| 4.       | Anett Pötzsch             | NDK (GDR)              | 4,0                            | 4,0                            | 4,0                            | 4,0                            | 4,0                            | 2,0                            | 3,0                            | 4,0                            | 4,0                            | 9×4+              | 33                | 33          | 187,42 |
| 5.       | Isabel Duval de Navarre   | NSZK (FRG)             | 7,0                            | 8,0                            | 5,0                            | 10,0                           | 5,0                            | 6,0                            | 8,0                            | 5,0                            | 5,0                            | 5×6+              | 26                | 59          | 182,42 |
| 6.       | Wendy Burge               | Egyesült Államok (USA) | 5,0                            | 5,0                            | 7,0                            | 7,0                            | 10,0                           | 7,0                            | 6,0                            | 8,0                            | 8,0                            | 6×7+              | 37                | 63          | 182,14 |
| 7.       | Susanna Driano            | Olaszország (ITA)      | 8,0                            | 7,0                            | 6,0                            | 6,0                            | 8,0                            | 9,0                            | 5,0                            | 7,0                            | 7,0                            | 6×7+              | 38                | 63          | 181,62 |
| 8.       | Linda Fratianne           | Egyesült Államok (USA) | 9,0                            | 6,0                            | 9,0                            | 8,0                            | 6,0                            | 8,0                            | 9,0                            | 6,0                            | 6,0                            | 6×8+              | 40                | 67          | 181,86 |
| 9.       | Lynn Nightingale          | Kanada (CAN)           | 6,0                            | 9,0                            | 8,0                            | 5,0                            | 9,0                            | 5,0                            | 7,0                            | 9,0                            | 9,0                            | 5×8+              | 31                | 67          | 181,72 |
| 10.      | Dagmar Lurz               | NSZK (FRG)             | 11,0                           | 10,0                           | 10,0                           | 9,0                            | 11,0                           | 11,0                           | 10,0                           | 10,0                           | 10,0                           | 6×10+             | 59                | 92          | 178,04 |
| 11.      | Marion Weber              | NDK (GDR)              | 12,0                           | 12,0                           | 11,0                           | 11,0                           | 7,0                            | 12,0                           | 12,0                           | 11,0                           | 11,0                           | 5×11+             | 51                | 99          | 175,82 |
| 12.      | Jelena Vodorezova         | Szovjetunió (URS)      | 10,0                           | 11,0                           | 12,0                           | 12,0                           | 12,0                           | 10,0                           | 13,0                           | 12,0                           | 12,0                           | 8×12+             | 91                | 104         | 175,58 |
| 13.      | Vatanabe Emi              | Japán (JPN)            | 13,5                           | 13,0                           | 14,0                           | 13,0                           | 13,0                           | 14,0                           | 11,0                           | 13,0                           | 14,0                           | 5×13+             | 63                | 118,5       | 171,72 |
| 14.      | Kim Alletson              | Kanada (CAN)           | 13,5                           | 14,0                           | 13,0                           | 14,0                           | 14,0                           | 13,0                           | 14,0                           | 14,0                           | 13,0                           | 9×14+             | 122,5             | 122,5       | 171,64 |
| 15.      | Karena Richardson         | Nagy-Britannia (GBR)   | 15,0                           | 15,0                           | 15,0                           | 15,0                           | 15,0                           | 15,0                           | 15,0                           | 16,0                           | 16,0                           | 7×15+             | 105               | 137         | 166,52 |
| 16.      | Claudia Kristofics-Binder | Ausztria (AUT)         | 17,0                           | 17,0                           | 16,0                           | 18,0                           | 17,0                           | 17,0                           | 17,0                           | 15,0                           | 15,0                           | 8×17+             | 131               | 149         | 162,88 |
| 17.      | Jun Hjodzsin              | Dél-Korea (KOR)        | 18,0                           | 16,0                           | 19,0                           | 16,0                           | 18,0                           | 19,0                           | 16,0                           | 18,0                           | 18,0                           | 7×18+             | 120               | 158         | 159,64 |
| 18.      | Grażyna Dudek             | Lengyelország (POL)    | 19,0                           | 19,0                           | 18,0                           | 17,0                           | 16,0                           | 18,0                           | 18,0                           | 17,0                           | 17,0                           | 7×18+             | 121               | 159         | 159,48 |
| 19.      | Eva Ďurišinová            | Csehszlovákia (TCH)    | 16,0                           | 18,0                           | 17,0                           | 19,0                           | 19,0                           | 16,0                           | 19,0                           | 19,0                           | 19,0                           | 9×19+             | 162               | 162         | 158,22 |
| 20.      | Sharon Burley             | Ausztrália (AUS)       | 20,0                           | 20,0                           | 20,0                           | 20,0                           | 20,0                           | 20,0                           | 20,0                           | 20,0                           | 20,0                           | 9×20+             | 180               | 180         | 149,26 |